# ジョージ・ローレンス・プライス

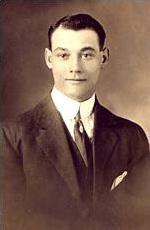
ジョージ・プライス

ジョージ・ローレンス・プライス（George Lawrence Price, 1892年12月15日 - 1918年11月11日）は、カナダ陸軍の軍人。最終の階級は二等兵。第一次世界大戦中に戦死した最後のイギリス帝国兵士として伝統的に認められている。
1892年12月15日、イギリス自治領カナダのノバスコシア州に生まれ、その後1917年遅くに徴兵されるまでサスカチュワン州ムースジョーで育った。
プライスはカナダ陸軍第28歩兵大隊A中隊に配属となり、1918年11月11日にはベルギーのw:Havré村に進出していた。
サントル運河を横切り、ドイツ軍の機関銃火の中、w:Ville-sur-Haineの町に入った。プライスと数人の兵士は、運河を横切るカナダ軍を悩ませる機関銃手が陣取る家の列に近づいた。プライスらは射撃をしていると思わしき家に入ったがドイツ兵を見つけることは出来なかった。ドイツ兵はプライスらが入ってきた時には裏口から退却してしまっていた。
プライスらが次のドアを開けてみてもドイツ兵を発見することはできなかった。そして、プライスが通りへ出たとき、ドイツ軍の狙撃兵の射撃により心臓を撃たれてプライスは死亡した。それは協商国とドイツが締結した休戦協定が発効する午前11時の2分前、10時58分の出来事であった。
プライスの遺体はベルギーのエノー州モンス近郊のSt. Symphorien Military Cemeteryに埋葬されている。Ville-Sur-Haineのサントル運河には、プライスが撃たれたとする場所の目印がある。